# Tramway Viikki–Malmi
Le tramway rapide Viikki–Malmi (finnois : Viikin–Malmin pikaraitiotie) est un projet de ligne de tramway à Helsinki en Finlande.

## Présentation
La ligne de tramway rapide Viikki–Malmi est prévue à Helsinki entre le campus de Kumpula et l'aéroport de Malmi.
De Malmi, la ligne bifurquerait dans deux directions, dont le terminus de la branche ouest serait près de l'hôpital de Malmi et le terminus de la branche orientale serait dans la section Jakomäki du quartier de Suurmetsä.
La première phase du projet consiste à mettre en œuvre la ligne Kumpula-Malmi, longue d'environ huit kilomètres, et l'une ou éventuellement les deux branches vers l'hôpital de Malmi et de Jakomäki.
Le métro léger parcourrait la majeure partie du trajet sur sa propre voie, séparé du reste du trafic, et le temps de trajet entre le terminus via Kumpula et la gare centrale d'Helsinki sera d'environ 42 minutes,.
Grâce à la ligne 570, la liaison de Malmi pourrait continuer de Jakomäki jusqu'au parc sportif d'Hakunila, et le plan directeur ferroviaire de Vantaa mentionne également la possibilité d'étendre la liaison de Malmi à Tikkurila,.

## Avancement du projet
Le plan général du tramway Viiki–Malmi a été achevé en 2021 et le projet sera examiné par les représentants politiques à l'automne 2023.
La construction pourrait commencer en 2027, et la ligne pourrait ouvrir au début des années 2030.